# Gonomyia nilgiriensis
Gonomyia nilgiriensis är en tvåvingeart som beskrevs av Alexander 1964. Gonomyia nilgiriensis ingår i släktet Gonomyia och familjen småharkrankar. Inga underarter finns listade i Catalogue of Life.